# سبيسوير
سبيسوير (بالإنجليزية: Spacewar)‏ هي لعبة فيديو فضائية تم إنتاجها في سنة 1962، تعتبر واحدة من أقدم ألعاب الفيديو وقد تم تصميمها من قبل ستيف راسل على أجهزة بي دي بي 1.

## روابط خارجية
- سبيسوير على موقع IMDb (الإنجليزية)
- سبيسوير على موقع الموسوعة البريطانية (الإنجليزية)